# A Chinese Ghost Story II
A Chinese Ghost Story II (chinesisch 倩女幽魂 II: 人間道 / 倩女幽魂 II: 人间道, Pinyin Qiànnǚ Yōuhún Èr: Rénjiāndào, Jyutping Sin3neoi5 Jau1wan4 Ji6: Jan4gaan1dou6 – „A Chinese Ghost Story II – Das Dao im Diesseits“) ist eine Fortsetzung eines erfolgreichen Wuxia-Film über eine Romanze zwischen einem Intellektuellen und dem Gespenst eines hübschen Mädchens aus dem Jahr 1990.

## Handlung
Ein Dämon in Gestalt eines Ministers terrorisiert den kaiserlichen Hof im alten China der ersten Jahrtausendwende. Auch der naive Steuereintreiber Ling Choi San wird zu Unrecht von den korrupten Behörden verfolgt. Mit Hilfe einer Rebellengruppe gelingt ihm jedoch die Flucht. Die Aufständischen haben sich zum Ziel gemacht, den unschuldig eingekerkerten Minister Fu zu befreien – wozu es notwendig wird, die Inkarnation des Bösen selbst zu besiegen.